# Flepe lateral retroflexo expresso
O flepe lateral retroflexo expresso é um tipo de fonema consonantal, utilizado em algumas línguas faladas. Não possui um símbolo explicitamente aprovado no Alfabeto Fonético Internacional, mas pode ser representado como um ⟨ɭ̆⟩ curto, com o antigo diacrítico de ponto ⟨ɺ̣⟩, ou com uma cauda retroflexa, ⟨𝼈⟩ (= ⟨ɺ̢⟩, aceito para Unicode em julho de 2020).

## Características
- Sua forma de articulação é tepe ou flepe, o que significa que é produzida com uma única contração dos músculos de forma que um articulador (geralmente a língua) é lançado contra outro.[1]
- Seu local de articulação é retroflexo, o que significa prototipicamente que ele está articulado subapical (com a ponta da língua enrolada para cima), mas de forma mais geral, significa que é pós-alveolar sem ser palatalizado. Ou seja, além da articulação subapical prototípica, o contato da língua pode ser apical (pontiagudo) ou laminal (plano).[1]
- Sua fonação é expressa, o que significa que as cordas vocais vibram durante a articulação.[1]
- É uma consoante oral, o que significa que o ar só pode escapar pela boca.[1]
- É uma consoante lateral, o que significa que é produzida direcionando o fluxo de ar para os lados da língua, em vez de para o meio.[1]
- O mecanismo da corrente de ar é pulmonar, o que significa que é articulado empurrando o ar apenas com os pulmões e o diafragma, como na maioria dos sons.[1]

## Ocorrência
Um flepe retroflexo lateral foi relatado em várias línguas de Sulawesi, como as línguas sangíricas, Buol e Totoli, bem como Nambikwara no Brasil (simples e laringealizado), Gaagudju na Austrália, Purépecha e Rarámuri Ocidental no México, Moro em Sudão, O'odham e Mohawk nos Estados Unidos, Chaga na Tanzânia e Kanuri na Nigéria.
Várias línguas dravídicas e índicas da Índia são relatadas como tendo um flepe lateral retroflexo, tanto fonêmico quanto fonético, incluindo Gujarati, Konkani, Marathi, Odia e Rajasthani. Masica descreve o som como amplamente difundido nas línguas índicas da Índia:
Um /ḷ/ lateral retroflexo, contrastando com o /l/ comum, é uma característica proeminente de Odia, Marathi – Konkani, Gujarati, a maioria das variedades de Rajasthani e Bhili, Punjabi, alguns dialetos de "Lahnda", ... a maioria dos dialetos de West Pahari e Kumauni (não no dialeto do sudeste descrito por Apte e Pattanayak), bem como Hariyanvi e o subdialeto de Saharanpur de Kauravi do nordeste ("Hindustani Vernacular ") investigado por Gumperz. Está ausente da maioria das outras línguas da NIA, incluindo a maioria dos dialetos hindi, nepalês, garhwali, bengali, assamês, caxemira e outras línguas dárdicas (exceto para o dialeto Dras de Shina e possivelmente Khowar), os dialetos pahari ocidentais mais ocidentais que fazem fronteira com o dárdio (Bhalesi, Khashali, Rudhari, Padari), bem como os mais orientais (Jaunsari, Sirmauri), e de Sindi, Kacchi e Siraiki. Já esteve presente em cingalês, mas na linguagem moderna foi mesclado com /l/.
| Língua         | Língua             | Palavra              | AFI      | Significado | Notas |
| -------------- | ------------------ | -------------------- | -------- | ----------- | --- |
| Iwaidja        | Iwaidja            | [ŋa𝼈uli]             | [ŋa𝼈uli] | Meu pé      | |
| Kannada        | Kannada            | ಕೇಳಿ/Kēḷi              | [keː𝼈iː] | Perguntar   | Pode ser uma aproximante [ɭ] no lugar. |
| Kobon          | Kobon              | ƚawƚ                 | [𝼈aw𝼈]   | Atirar      | Subapical. |
| Konkani        | Konkani            | फळ/fāḷ               | [fə𝼈]    | Fruta       | |
| Kresh          | Kresh              | [exemplo necessário] | —        | —           | |
| Malayalam      | Malayalam          | വേളി/vēḷi              | [veː𝼈iː] | Casamento   | Pode ser uma aproximante [ɭ] no lugar. |
| Marathi        | Marathi            | केळी/Kēḷī              | [ke𝼈iː]  | Bananas     | |
| Tarama & Irabu | Tarama & Irabu     | —                    | [paɨ𝼈]   | Puxar       | |
| Norueguês      | Trøndersk          | glas                 | [ˈɡɺ̠ɑːs] | Vidro       | Apical pós-alveolar; também descrito como central [ɽ]. |
| O'odham        | O'odham            | [exemplo necessário] | —        | —           | Apical pós-alveolar. |
| Pachto         | Pachto             | ړوند‎/llund           | [𝼈und]   | Cego        | Contrasta com flepes planos e nasalizados. Tende a ser lateral no começo de uma unidade prosódica, e um flepe central [ɽ] ou aproximante [ɻ] em outros lugares. |
| Tamil          | Tamil              | குளி/Kuḷi              | [ˈku𝼈i]  | Banhar      | Alofone de /ɭ/. |
| Tarahumara     | Rarámuri ocidental | [exemplo necessário] | —        | —           | Muitas vezes transcrito como /𝼈/. |
| Totoli         | Totoli             | —                    | [u𝼈aɡ]   | Cobra       | Alofone de /ɺ/ depois de vogais traseiras. |
| Tukang Besi    | Tukang Besi        | [exemplo necessário] | —        | —           | Possível alofone de /l/ depois de vogais traseiras, como um alofone de /r/.                                                                                     |
| Wayuu          | Wayuu              | —                    | 𝼈áɨ𝼈aa   | Homem velho | Pós-alveolar. |